# Pedro Soto (zapaśnik)
Pedro Soto Cordero (ur. 23 lipca 1986) – portorykański zapaśnik w stylu wolnym walczący w kategoriach 66–74 kg.
Zajął 16 miejsce na mistrzostwach świata w 2014. Dwukrotny medalista igrzysk panamerykańskich (srebro w 2011) i czterokrotny mistrzostw panamerykańskich (srebro w 2010 i 2014). Zdobył trzy medale na igrzyskach Ameryki Środkowej i Karaibów, złoty w 2010. Dwa razy na podium igrzysk Ameryki Środkowej, pierwszy w 2010 roku.